# 코차니 나이트클럽 화재
코차니 나이트클럽 화재는 2025년 3월 16일 북마케도니아 코차니에 있는 펄스 나이트클럽에서 화재가 발생하여 최소 59명이 사망한 사건이다. 북마케도니아 내무부 장관 판체 토슈코프스키(Panče Toškovski)에 따르면, 화재는 불꽃놀이로 인해 발생했다. 155명이 코차니 및 국내외 여러 도시의 병원으로 이송되었다. 사건 이후 여러 도시에서 항의 시위가 열렸다.

## 배경
나이트클럽이 위치한 건물은 과거 카펫 창고로 사용되었던 단층 구조물이었다. 현지 기자들은 이를 "즉석에서 마련된 나이트클럽"이라고 설명했으며, 당국에 따르면 해당 시설은 합법적인 운영 허가를 받지 않았다. 화재 발생 후 실시된 조사에서 건물의 소방 및 조명 시스템에 결함이 있는 것으로 드러났다. 또한, 건물에는 사실상 하나의 출입구만 있었으며, 후문은 잠겨 있었다. 후문은 잠겨 있을 뿐만 아니라 내부에서 손잡이가 없었고, 건식벽로 덮여 있었으며, 가연성 방음재로 둘러싸여 있었다. 건물 자체도 가연성 건식벽로 지어졌으며, 화재 경보 시스템이 없었고, 소화기는 단 하나뿐이었다. 토슈코프스키(Panče Toškovski) 장관에 따르면, 해당 건물은 경공업 용도로만 인증을 받았으며, 요식업 운영 허가는 없었다. 또한, 밴드와 클럽 소유주 간의 서면 계약도 존재하지 않았다.

## 불
2025년 3월 16일 새벽 2시 35분, 약 500명이 북마케도니아 힙합 듀오 DNK의 콘서트를 보기 위해 코차니의 펄스 나이트클럽에 모였다. 지역 팝 그룹 ADN의 공연 중 사용된 폭죽이 천장의 나무 기둥 위에 있던 가연성 폼 단열재에 불을 붙이면서 화재가 빠르게 확산되었다. 밴드 공연 중 가연성 음향 폼을 점화시킨 불꽃놀이 장비는 직각으로 분사되는 스파클링 저브(일명 "스테이지 분수")로, 실내 불꽃놀이의 한 종류이다.
불꽃놀이와 이어진 화재의 영상에는 불을 끄려는 시도가 포착되었으며, 일부 손님들은 화재 진압을 지켜보는 한편 다른 사람들은 대피했다. 생존자들은 출구로 몰려드는 과정에서 다중밀집사고가 발생했다고 증언했다. 한 생존자는 계단에서 넘어지면서 사람들에게 밟혔다고 설명했다. 한 밴드 멤버는 화재 진압 중 군중에게 대피할 것을 촉구하며 "모두 나가세요, 우리는 돌아올 겁니다"라고 말했다. 일부 희생자는 클럽 화장실을 통해 탈출하려 했으나 창문이 쇠창살로 막혀 있었다.
인근 도시의 소방대도 화재 진압에 투입되었다. 당국은 수십 명의 부상자를 슈티프, 코차니, 스코페의 병원으로 긴급 이송했다. 불가리아는 군용기 "스파르탄"을 파견해 일부 부상자를 소피아와 바르나의 병원으로 옮겼다.